# 윈도우 11의 새로운 기능
윈도우 NT 운영 체제의 주요 릴리스이자 윈도우 10의 후속 버전인 윈도우 11은 이전 버전과 비교하여 새로운 기능을 도입하였다. 이 중 일부는 재설계된 인터페이스, 새로운 생산성 및 소셜 기능, 보안 및 접근성에 대한 업데이트와 성능 향상을 포함한다.

## 윈도우 쉘과 사용자 인터페이스

### 플루언트 디자인
마이크로소프트가 2017년에 도입한 디자인 언어인 Fluent Design System의 업데이트는 윈도우 11에 포함되어 있다. 마이크로소프트에 따르면, 윈도우 11의 디자인은 "힘들이지 않고, 차분하고, 개인적이고, 친숙하고, 완전하고, 일관성이 있다"고 한다. 재설계는 단순성, 사용 편의성, 유연성에 초점을 맞추고 있으며, 윈도우 10의 일부 단점을 해결하였다. 윈도우 11의 대부분의 인터페이스는 유선형이며 둥근 형상, 새로워진 아이콘, 새로운 타이포그래피, 새로워진 색상 팔레트를 특징으로 한다. 또한, 반투명도와 그림자가 시스템 전체에 더 널리 퍼진다. 윈도우 11은 또한 데스크톱 배경화면의 색상으로 색칠된 새로운 불투명 재료인 "Mica"를 도입했다.

### 시작 메뉴
시작 메뉴는 업데이트된 Fluent Design 시스템의 원칙에 따라 윈도우 11에서 상당히 재설계되었다. 메뉴는 이제 가운데로 이동(그러나 왼쪽 코너로 다시 이동할 수 있음)되었으며, Windows 8의 라이브 타일 기능은 고정된 앱 세트로 대체되었으며 PC, 스마트폰 및 OneDrive를 포함하여 최근에 연 파일과 문서를 보여주는 새로운 클라우드 구동 "권장" 섹션이 추가되었다. 새 시작 메뉴에는 검색 상자도 포함되어 있다.

### 작업 표시줄
작업 표시줄은 애플의 독과 비슷하게 중앙에 정렬되어 있으며 작업 표시줄의 앱 고정, 재배열, 최소화 및 전환을 위한 새로운 애니메이션을 포함하고 있다. 윈도우 10에서처럼 왼쪽 모서리로 이동할 수 있다.

### 알림센터와 빠른 설정
윈도우 10의 관리 센터는 작업 표시줄의 오른쪽 하단 모서리에서 액세스할 수 있는 알림 센터와 빠른 설정 메뉴로 대체되었다. 알림 센터에는 사용자의 모든 알림과 전체 달력이 포함되어 있으며 빠른 설정 메뉴를 사용하면 볼륨, 밝기, Wi-Fi, Bluetooth 및 Focus Assist와 같은 일반 PC 설정을 쉽고 빠르게 관리할 수 있다. 사용자는 빠른 설정 메뉴 바로 위에 유튜브와 같은 동영상을 시청하거나 스포티파이와 같은 앱에서 음악을 들을 때 미디어 재생 정보를 볼 수 있다.

### 파일 탐색기
윈도우 11의 파일 탐색기는 Fleft Design 시스템으로 새로 고쳐졌고 리본은 새로운 명령 모음으로 대체되었다. 또한 둥근 모서리와 큰 텍스트, 아크릴로 구성된 개선된 상황별 메뉴도 소개한다. 앱 개발자들은 또한 새로운 상황에 맞는 메뉴들을 확장할 수 있을 것이다.

### 테마
밝은 모드와 어두운 모드 모두에 대한 윈도우 11의 새로운 기본 테마 외에도 4개의 새로운 테마가 포함되어 있다. 또한, 윈도우 11은  시각 장애인을 위한 새로운 고대비 테마를 추가했다.

### 소리
윈도우 11은 새로운 시스템 사운드를 도입했다. 테마를 밝은 모드로 설정하느냐, 어두운 모드로 설정하느냐에 따라 소리도 조금씩 다르다. Media 폴더의 dm 폴더에 어두운 모드에서 사용되는 소리가 들어 있다. 또한 이전에 윈도우 8과 윈도우 10에서 사용하지 않도록 설정된 후 새로운 윈도우 시작 사운드가 반환되었다.

### 위젯
이 버전부터 윈도우에도 위젯 기능이 추가되었다. 마이크로소프트 계정에 로그인을 하면 날씨, 뉴스, 팁 등 다양한 정보를 얻을 수 있다.

## 멀티태스킹

### 스냅 레이아웃
이제 사용자는 창의 최대화 단추 위에 마우스를 올려 놓고 사용 가능한 스냅 레이아웃을 본 다음 영역을 클릭하여 창을 스냅할 수 있다. 그런 다음 안내 스냅 어시스트를 사용하여 레이아웃 내의 나머지 구역에 창을 스냅하도록 안내된다. 작은 화면에서 사용할 수 있는 4개의 스냅 레이아웃 세트가 있다.

### 스냅 그룹
스냅 그룹은 스냅된 창 집합으로 쉽게 다시 전환할 수 있는 방법이다.

### 가상 데스크톱
가상 데스크톱은 작업 표시줄의 태스크 보기 기능을 통해 액세스할 수 있다. 사용자는 각 데스크톱의 배경을 재정렬하고 사용자 정의할 수 있다. 또한 작업 표시줄의 작업 보기 단추 위에 마우스를 올려놓으면 바탕 화면에 빠르게 액세스하거나 새 바탕 화면을 만들 수 있다.

### 도킹
사용자가 노트북을 도킹 해제하면 모니터의 창이 최소화되고, 노트북을 모니터로 다시 도킹하면 윈도우가 모든 것을 정확히 이전 위치에 놓는다.

## 입력

### 터치 키보드
윈도우 11에는 터치 키보드를 사용자 지정하기 위해 13개의 새로운 테마가 도입되었으며 여기에는 서피스 키보드 색상과 일치하는 3개의 하드웨어 테마가 포함된다. 또한 사용자가 배경 이미지를 사용하여 사용자 지정 테마를 만들 수 있는 새로운 테마 엔진을 추가한다. 게다가 윈도우 11은 터치 키보드 크기를 조정하는 기능을 추가했다.

### 음성 입력
윈도우 11에는 선택한 필드에서 음성 입력을 쉽게 시작할 수 있는 새로운 음성 입력 시작기가 포함되어 있다. 기본적으로 해제되어 있지만 설정에서 켜서 화면의 아무 영역에나 배치할 수 있다.

### 터치 개선
윈도우 11은 터치 기반 상호 작용도 개선되었다. 태블릿 모드가 제거되고 대신 필요할 때 Windows가 자동으로 조정된다. 새롭고 향상된 제스처는 태블릿과 터치스크린에서 사용될 수 있다. 앱 창은 이제 터치 대상이 더 커졌으며 화면이 회전할 때 자동으로 분할 보기로 정렬된다. 윈도우 11은 윈도우 8과 윈도우 10에서와 같이 두 가지를 결합하지 않고 데스크톱과 태블릿에 최적화된 것처럼 보인다.

### 펜 메뉴
디지털 펜 사용자의 경우 작업 표시줄의 펜 아이콘을 클릭하여 액세스할 수 있는 새로운 펜 메뉴가 추가되었다. 기본적으로 기어 아이콘을 클릭하고 '펜 메뉴 편집'을 선택하면 커스터마이징이 가능한 앱 2개가 포함되어 있다. 플라이아웃에서는 사용자가 좋아하는 그리기 또는 쓰기 앱을 최대 4개까지 펜 메뉴에 추가하여 펜을 사용할 때 빠르게 열 수 있다.

## 번들 소프트웨어

### 마이크로소프트 스토어
앱과 기타 콘텐츠를 위한 통합 스토어 역할을 하는 마이크로소프트 스토어도 윈도우 11에서 새롭게 디자인되었다. 마이크로소프트는 이제 개발자들이 표준 유니버설 윈도우 플랫폼 앱과 함께 윈도우 API, 프로그레시브 웹 애플리케이션, 기타 패키징 기술을 마이크로소프트 스토어에서 배포할 수 있도록 허용한다. 새로운 마이크로소프트 스토어는 또한 사용자들이 아마존 앱스토어를 통해 안드로이드 앱을 컴퓨터에 설치할 수 있게 할 것이다. 이 기능을 사용하려면 마이크로소프트 계정, 아마존 계정 및 아마존 앱 스토어 클라이언트용 일회성 설치가 필요하다.

### 마이크로소프트 팀즈
협업 플랫폼 Microsoft Teams는 윈도우 11에 직접 통합되어 있다. 기본적으로 Skype는 더 이상 OS와 함께 제공되지 않는다. 팀즈는 Windows 작업 표시줄에 아이콘으로 나타나 사용자가 즉시 메시지를 보내고 연락처에 전화를 걸 수 있다.

### 윈도우 터미널
기존 윈도우 10에서는 마이크로소프트 스토어에서 다운받아야 했던 Windows Terminal 소프트웨어가 기본 설치되어 있다.

### 설정
윈도우 8에 처음 도입된 설정 앱은 시각적으로 쾌적하고 사용하기 쉬우며 윈도우 11에 포함되도록 재설계되었다. 페이지 사이에 지속되는 왼손 탐색 기능이 있으며 사용자가 설정을 더 깊이 탐색할 때 빵 부스러기를 추가하여 사용자가 자신의 위치를 알 수 있도록 도와주고 길을 잃지 않는다. 설정 앱은 또한 새로운 페이지를 포함하고 있으며, 사용자가 필요에 따라 자주 사용하는 설정과 주요 정보를 강조하는 새로운 컨트롤이 상단에 있다. 이러한 새로운 컨트롤은 시스템, 블루투스 & 장치, 개인화, 계정 및 윈도우 업데이트와 같은 여러 카테고리 페이지에 걸쳐 있다. 또한 설정이 많은 페이지에 대해 확장 가능한 상자를 추가한다.